# Nemzeti Színház (épület, 1837–1913)
A Nemzeti Színház Pest-Buda első a magyar nyelvű színjátszás számára épített színházépülete volt. 1837. augusztus 22-én nyílt meg a Rákóczi út (1906-ig a Kerepesi út) 3. szám alatt, ekkor még mint Pesti Magyar Színház. 1840-től lett a társulat országos intézmény, ami után játszóhelyét is Nemzeti Színháznak nevezték. 1875-ben az addig szabadon álló épületet egy bérházzal építették egybe, a Telepi György és Zitterbarth Mátyás által tervezett reneszánsz stílusú ház ekkor kapott Szkalnitzky Antal tervei nyomán klasszicista arculatot. 1908-tól a társulatot áthelyezték és a komplexum a közbeszédben megkapta a „régi” jelzőt (1964 után a lebontott Népszínház épületét is így emlegették). 1913-ban a színházat egészen, a bérházat részben lebontották. A földfelszínen az utolsó épületrészt 1954-ben bontották le. A hajdani Grassalkovich-telken 1991 óta a Kelet–Nyugat Kereskedelmi Központ áll.

## Története
1834-ben Földváry Gábor, Pest vármegye alispánja (Fáy András 1833-as, a Magyar Tudós Társaság az állandó magyar játékszínt megalapítására kiírt pályázatára elkészített értekezése nyomán) meggyőzte Grassalkovich Antalt herceget, királyi ügyigazgatót, hogy ajándékozza oda a Magyar Játékszín számára, a hatvani kapun kívüli majorjának mintegy 9800 négyzetöl terjedelmű, addig faraktárnak szokott használt telekrészét olyan feltétellel, hogy az el nem adható és csakis a Nemzeti Színház céljára használható fel. Széchenyi István azonban részvénytársasági alapon egy nagyszabású, jobb elhelyezkedésű színházépületet képzelt el a pesti Duna-parton. E miatt és tekintettel a terület akkori külvárosi jellegére a vármegye közgyűlésén azt kérte, még egy évig próbáljanak alkalmasabb, grandiózusabb tervek megvalósulásához is megfelelő másik telket találni. Így csak 1835. augusztus 26-án született meg a határozat, hogy „a’ vármegye’ fundusán egy interimalis oly alkotású theatrum építessék, mellyet a’ nagyobb színház’ felállása’ idejére valami színészeti használásra lehessen kevés változtatással fordítani”. Szeptember 23-án meg is történt a terület átvétele, 26-án megkötötték a szerződést az építővel, rá két napra pedig meg is kezdődtek az előmunkálatok. Bár ezután a nádor, mint a városfejlesztést irányító Szépítő Bizottság elnöke, 1835. október 15-én engedélyezte egy dunaparti díszes telek kihasítását egy állandó játékszín építésére. Ezt még a magyar színház létesítésére kiküldött pestvárosi bizottság 1835. január 28-án kelt jelentésében javasolta, de a pesti kereskedelmi testület ellenezte a Kirakodó térnél tervezett áruforgalmi jelleg egységének megtörése miatt, illetve az üzemeltetés törvényi háttere is hiányzott még. Elkészült Pollák Mihály terve is az épületre. 1835. november 13-án megszületett a 600 négyszögöles terület ingyenes átengedésről, de a telek pontos kijelölését a dunai rakpart folytatólagos kiépítésétől tette függővé. Ez az intermezzo hat hétre meg is akasztotta a vármegye építkezését, de utána megújult erővel folytatták a munkálatokat. 1836 nyarára már tető alatt volt a színház és kezdődhetett a belső berendezés. Az építőbizottság Ferdinand Schütz bajor királyi udvari színházgépésszel szerződött, hogy a színház gépezeteit — amiket az 1838-as pesti árvíz megrongált és megsüllyesztett —, a müncheni udvari színház gépezeteinek mintájára készítse el. Bár 1837 nyarán már a befejezéshez közeledett az építkezés, amikor az alispán elrendelte az augusztus 22-i megnyitást, bár a munkálatokkal addigra még nem készültek, készülhettek el teljesen. Erről az időszakról, és a megnyitó ünnepségről Jókai Mór Kárpáthy Zoltán című regényének első fejezetében is írt.

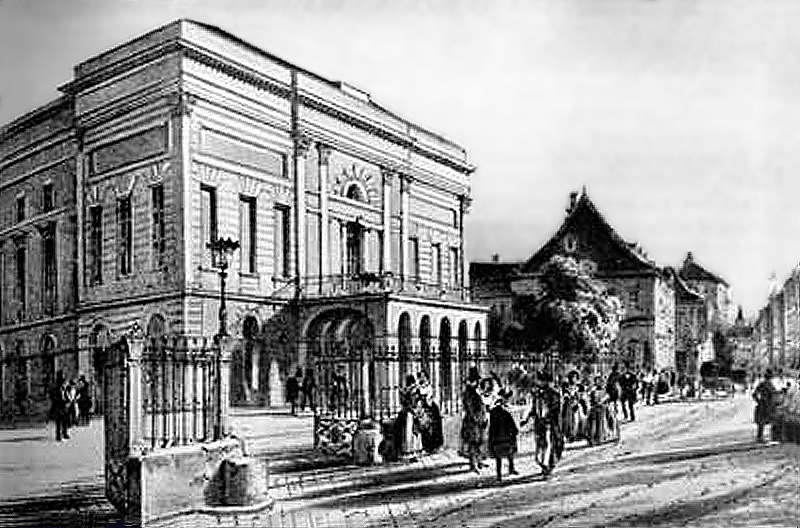
1845 előtt, a Kerepesi úton

Az egykori Kerepesi úti (a mai Rákóczi út 3. szám alatt, az Astoria szállodával szemben, a Kelet–Nyugat Kereskedelmi Központ irodaház helyén található) telken 1837-ben befejezett színház meglehetősen dísztelen, egyemeletes épület lett, melyet megyei támogatással, közadakozásból építettek. A később klasszicista stílusban átépített, ekkor még reneszánsz stílusú épületet Zitterbarth Mátyás építette Telepi György (e telken a színházra vonatkozó első tervet készítő színész, a budai színtársulat művész festője) átalakított tervei alapján. Szabadon állt, fák vették körül a poros országút mellett.

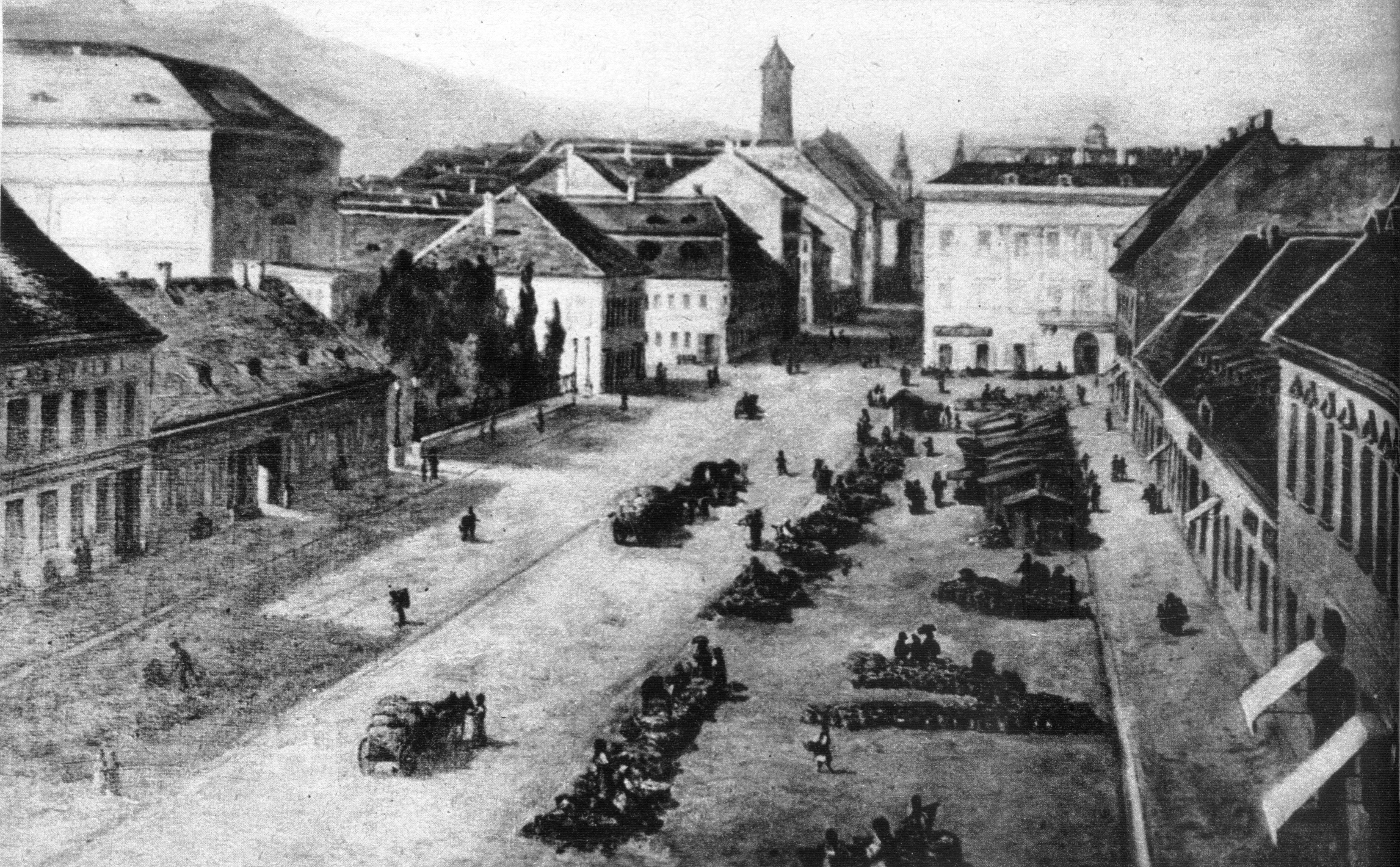
A Kerepesi, ma Rákóczi út – balra a kimagasló Nemzeti Színház mellett a földszintes Griff korcsmával – szemben a Hatvani, ma Kossuth Lajos utca és a Zrínyi kávéház 1854-ben

Közvetlen szomszédságában a Múzeum körút felől a Grassalkovich major egy régi magtára dísztelenkedett (1859-ben már Bisitzky Ferenc vaskereskedése és raktára is itt állt), a telek keleti oldalán pedig egy hosszú, földszintes, rozoga fogadó a Griff korcsma állt. Udvarán istállók, szénaboglyák, szalmakazlak voltak. Mindkét telek és a rajtuk álló épületek kezdetben Grassalkovich, majd az 1850-es években már Westermayer József gazdag polgár neje (Rupp Mária) tulajdonában voltak. Itt is, ott is gyakorta meggyulladt valami, és ilyenkor a színház is veszélyben forgott. A kocsma 1865-ben le is égett, 1867-ben ennek a helyén épült a Pannónia, homlokzattal a színház felé, aminek nyomai 1913–1914-ben még fellelhetőek voltak, a tűzfalán levő nyílásokat ekkor falaztatták be. Mellettük, a Hatvani utca (később Kossuth Lajos utca) sarkán volt a maga éjjeli betyárvilágával a Zrínyi kávéház a kis, saroktornyos és erkélyes egyemeletes Fabritius féle házban. Főként nagy vásárok idején fordultak elő kisebb-nagyobb csetepaték. 1856-ban az egész épületet lebontották, és háromemeletes ház épült a helyére, ahol 1910-ig kávéház működött, amikor végleg eltűnt, hogy a szomszédos telkekkel egyetemben helyet adjon az épülő Astoria Szállónak. A színház mögött (a mai Múzeum krt. 4-6. szám alatt, az Eötvös Loránd Tudományegyetem Természettudományi Kar A és B épületének helyén) a régi füvészkert 1850-re elvesztette eredeti funkcióját, miután átköltöztették az Üllői úti út helyére, majd az 1860-as években a két híres fotográfus, Borsos József és Doctor Albert bérelték a pesti egyetemtől a fallal körbevett egész kertet látványos projektek (például 1861 áprilisában fehér hajú albínókat mutogattak, kiállításokat tartottak, vagy épp cirkuszi mutatványosok, állatfelvonulások színhelyéül szolgált) és műterem céljára, illetve alhaszonbérbe adták a területükön működő építményeket. A kormány 1871-ben új épületeket építtetett az ásvány- és állattani múzeumok, tanszerek számára – a későbbiek során lebontották Cs. és kir. Állatgyógyintézetet, helyén alakult ki a Trefort kert. A telek közepe szabadon marad diszkertnek 1880-as évekig, akkor épült az egyetem számára két további épület. A szomszéd háromszintes nagy Kunewalder-házat még 1859-ben vásárolták meg – Semmelweis Ignác szülészete mellett ideköltözött a Balassa János vezette sebészet, az élettan és az állattan tanszékei is, a földszinten pedig az állatorvosi tanszék működött. Az orvoskari tanszékek továbbköltözése után, a század vége felé lebontották és a helyén egy korszerű egyetemi épületet emeltek, amit előbb a Műegyetem használt, de nemsokára a tudományegyetem bölcsészkara kapta meg.
A Zitterbarth-féle épület homlokzata egyszerű nemes reneszánsz volt, a kiugró pillérek fejezetet görög kompozit rendszer szerint alkotta. A színház előtti kocsi aláhajtó négyszögű pilléreken állott és felette az első emeleten egy nyílt teraszt is magában foglalt. A dupla homlokzat mind a bejáró előtti előterén, mind magán az épületen freskó festésekkel díszült. A párizsi Odeon Színház mintájára készült előcsarnokában nyolc oszlop görög korinthoszi rendszerű kivitelben, itt volt a pénztár, egy lépcső vezetett a páholyokhoz és egy a karzatra; egy középbejárat vezetett a földszinti támlásszékekhez, és a bejáró két oldalán a támlásszékek mögött voltak az állóhelyek. A színpad két oldalán rendezték el a közös öltözőket, két raktár (köztük valószínűleg a díszlettár) hátul az akkori füvészkert helyén állott. Belül kezdetben tarka-barka volt, híresebb festők által készített díszítvényekkel a páholyokban, később egyszínű piros lett, majd Erzsébet királyné tiszteletére a bajor nemzeti kék-fehér színt vette fel, utoljára, 1875-től ismét a vörös dominált. A nézőtéri mennyezetet eredetileg kékeszöld alapon a Múzsák képével ékesítették. A páholyokban piros aranyszegélyű könyöklők voltak, a földszinti ülőhelyek zöld üléseit fehér karfával és vörös könyöklő párnával látták el.
A színház az 1840. évi XLIV. törvénycikkel (május 13-án) Nemes Pest vármegyétől és a − Pest megye Színészeti Választmánya által, a működés első három és fél évére (így eredetileg 1841 húsvétjáig) alapított − Pesti Magyar Színház részvénytársaságtól állami tulajdonba került. Az így országossá váló intézmény ezután vette fel a Nemzeti Színház nevet, ami először 1840. augusztus 8-án, Erkel Ferenc első operájának, a Bátori Máriának ősbemutatóját hirdetve jelent meg színlapon. Az átadás-átvétel teljes folyamata azonban 1854-ig elhúzódott.

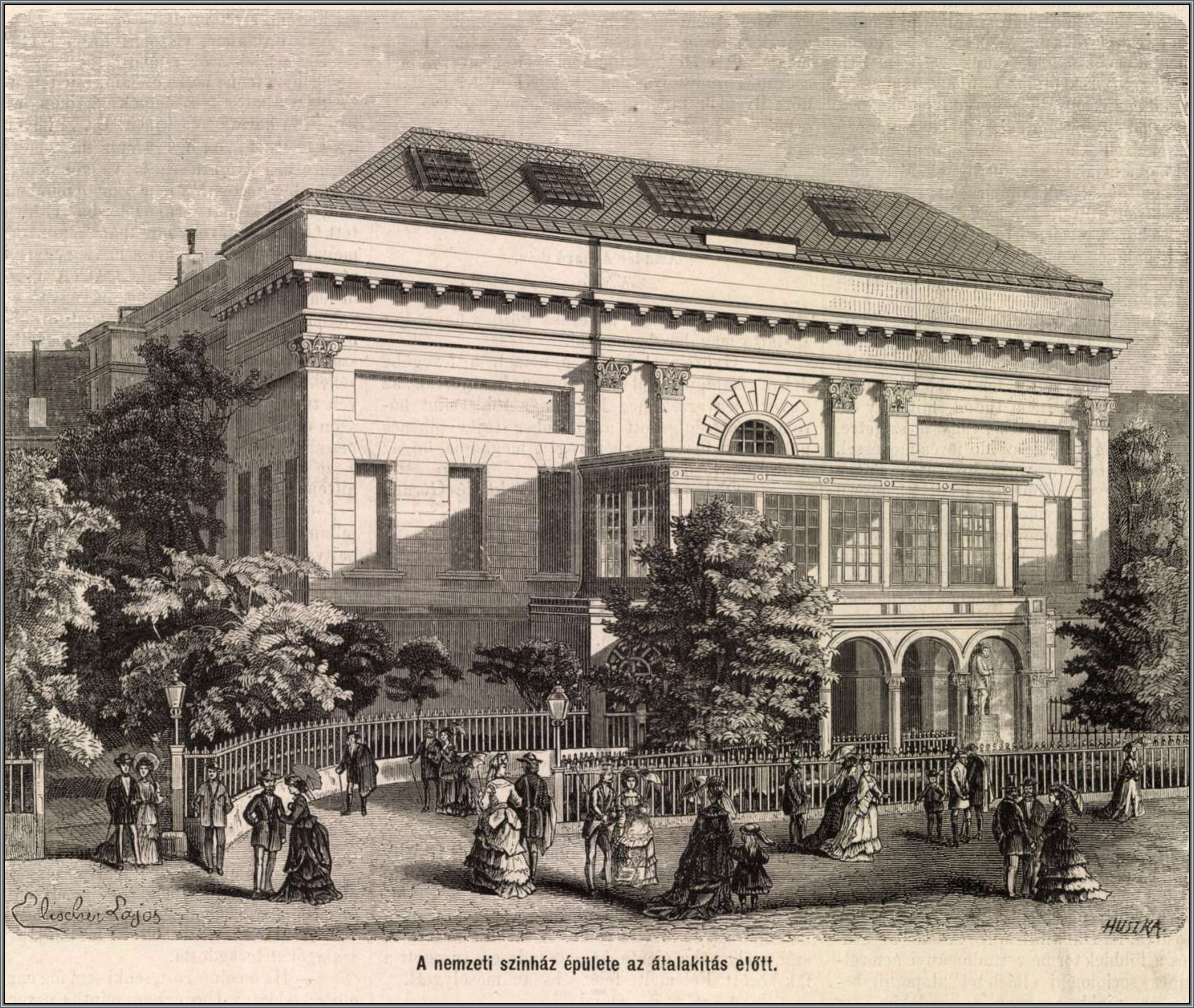
Az 1860-as években, a színház homlokzatának első átalakítása után, a Lendvay-szoborral

1845-bena színpad új előfüggönyt, a nézőhely világosabb, díszesebb kifestést kapott, utóbbit lábtámaszokkal is ellátták, és csökkentették a földszinti padok számát az ülő közönség kényelmére. Ezen kívül külön bejárást alakítottak ki a földszinti páholyokhoz. A színház 1852–1854 között volt intendánsa, gróf Festetics Leó, Simontsits János gazdászati igazgató közbenjárásával újításokat célszerű javításokon (mint például két régi zongorát újakra cseréltek; a bútorzat nagy része kijavíttatták és újakkal pótolták) kívül, a közönség kényelmére ruhatárat nyittattak, a színház homlokzatán új veranda épült és a nézőtér egy első emeleti erkéllyel is bővült. Diszítménytárnak is kialakítottak egy helyiséget, továbbá a színházi melléképület egy intendánsi szobával, az iroda jobb rendezésével, egy nagy próbaszobával, s a néma személyzet számára egy öltözővel bővíttetett.
1855-ben a színház belsőjének új díszítése (új függöny, csillár és szobrászati művek) Lehmann Mór bécsi császári és királyi udvari színházi díszítő terve szerint és vezérlete alatt eszközöltetett. Később Tomori Anasztáz közbenjárása folytán szobrokat állítottak fel: 1858-ban Katona Józsefét Züllich Rudolf készítette, de mivel az kevésbé sikerült, 1860-ban a Dunaiszky László tervezte Lendvay Márton szobor került a helyére a színház elé. Tervezték az előbbi újbóli és Kisfaludy Károly emlékművének elkészítését is.

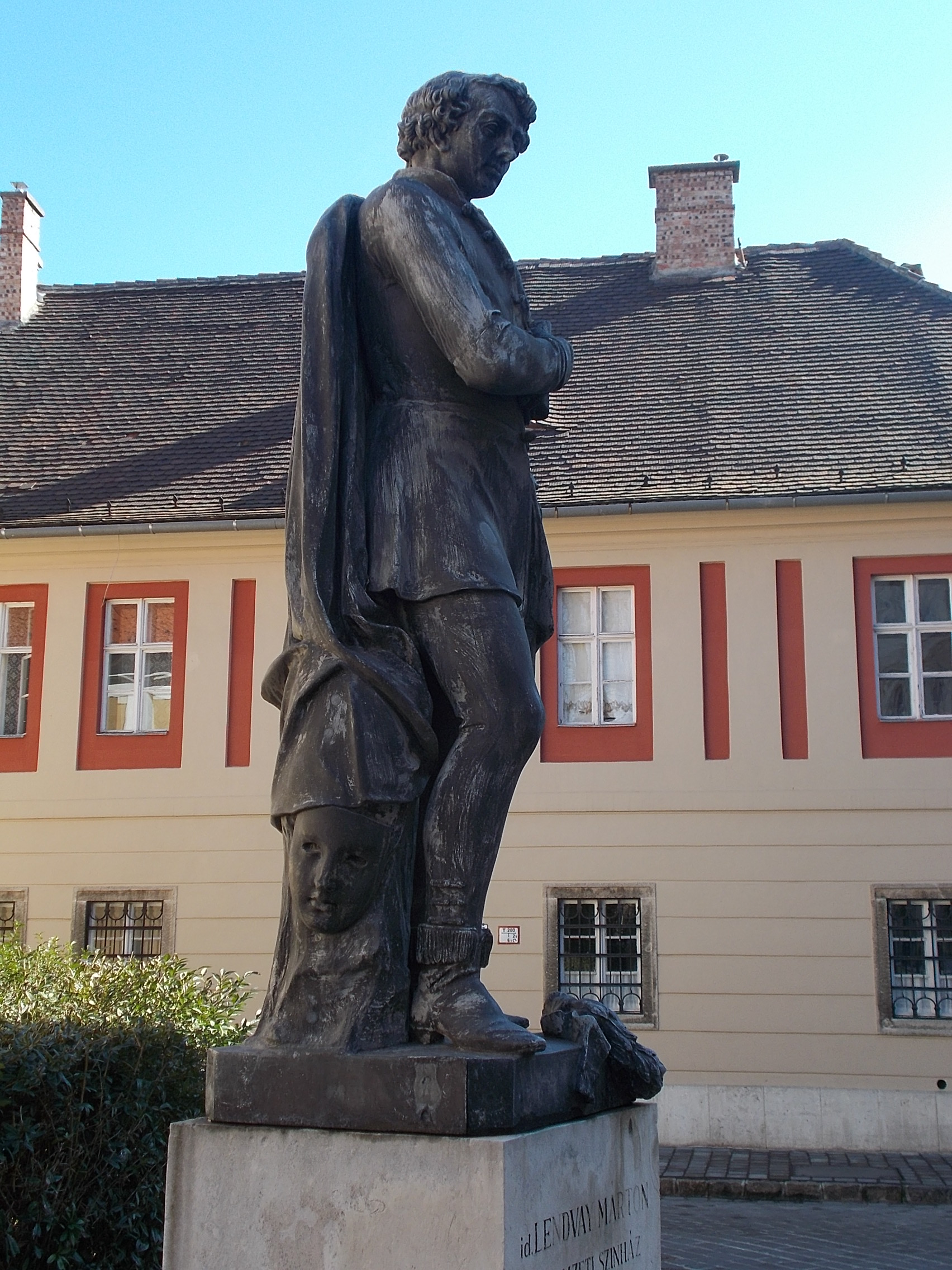
A Lendvay-szobor az Országház utcában

1855-ben a Vasárnapi Újság így írt a színházról: „téres curia”, melynek elején „oszlopzatos tornácz”, „a homlokzatán levő fülkéket szobroknak kellene ékesíteni, hanem ez nem sürgetős: az oszloptornáczból jutni az előcsarnokba [egy nagy négyszögű terem], mellyben szemközt a jegy váltók rekeszei fogadják az érkezőt, kétfelől azok mellett vannak a földszinti bejárások; a két átellenes tágas lépcső-soron pedig a páholyokba és a második emeleti nézőhelyre jutni.” A nézőtéren „három páholysor megy körül, mintegy 53 páholylyal, mellyek biborveres szőnyegekkel vannak bevonva s kívül gazdagon aranyzott oszlopokkal és czafrangokkal feldíszítve; a színpadtól balra van az udvari páholy, mellyet Ő cs.k. Fensége a kormányzó és fenséges neje számtalanszor szerencsésítnek magas jelenléteikkel. A nézőhely közepén földszínt vannak az A B C páholyok, mellyeket azért neveznek így, mert számjegyek helyett betűkkel vagynak jelölve. Ezek voltak hajdan a legkeresettebb helyek; most a fölöttük levő erkély miatt kissé sötétek.” „Eleinte ki-ki saját ízlése szerint díszíteté fel páholyát, ki kékre, ki zöldre, ki veresre; amott a legszélső jobb páholy sok ideig tarka függönyökkel volt ellátva; a benne levők, ha megunták az előadást, összehúzták a függönyöket s más mulatsághoz kezdtek. A második emelet közepén [...] a tudós társaság tartotta azt, később az igazgatóság a drámabíráló választmány tagjait rendelte bele. Itt lehete látni estenként az irodalom ó és új nevezetességeit, különösebb előadások alatt élénk kritikai szóváltásokba elegyedve. — Egyszer az igazgatóságnak eszébe jutott a páholyt elvenni a választmánytól s tagjait szétültetni a zártszékekbe, egymástól ollyan messze, hogy ne vitatkozhassanak. [...] Pár év előtt az igazgatóság egy téres erkélyt csináltatott az első emeleti és földszinti páholysorok közé [...] A második emeleti négy legszélső páholy a színésznők számára van rendeltetve. A földszinti tér két oldalon karzattal van elrekesztve a zártszékektől, a mivel annak a czélnak kellene elérve lenni, hogy a zártszék tulajdonos könnyebben juthasson a maga helyéhez. A színház plafondját (belső tetejét) hajdan a kilencz múzsák képei ékesítek, most ott is aranyozás van, czélszerü légszelepekkel. — Középről függ alá a pompás csilár, melly számos lepke- és rózsaalaku légszeszlánggal világítja be az egész teremet. Azelőtt egy kerek csilár volt ott, melly nem adott ugyan ollyan jó világot mint ez, de annál több büdösséget.” A színpad „három függönye: egy szép allegóriái képekkel festett, melly elmésen példázza nemzetünk felvirulását, egy másik csinos fehér és egy téglaszínű aranyozott, melly nem igen szép; ezeket arravaló gépek húzzák fel megtörés nélkül a magasba, s akkor előtűnik a színpad, melly a szerint tágabb vagy szűkebb, a mint a díszítményeket közelebb, vagy hátrább rakják. [...] A színpadot magát szinte légszesz világítja, mellynek fényét arra rendelt óraművel lehet szabályozni s egyszerre kioltani. Egy másik óramű arra szolgál, hogy az éji őrökre vigyázzon; mert éjszaka mind kívül, mind belől van egy őr felállítva. E leleményes óraműnek van egy zsinege, mellyet minden félórában meg kell az őrnek rántania, mire belől annak a félórának megfelelő ékecske lehajlik; ha tehát az őr egy félórát elaludt, az óra tovább megy, s azután hiába ránczigálja a zsineget, az annak a félórának megfelelő ék állva marad s reggel megtudják, hogy az őr mikor aludt s fizetéséből annyit vészit.” „A színfalak körül jobbra a férfiak, balra a nők öltöző szobái [...] Balról van a feljárás a karszemélyzet öltözőszobájába, a szabóműhelybe és énekterembe, ugyanaz lefelé vezet a zenekarba és még lejjebb a gépezet közé a színpad alá és a fűtőterembe. Innen egy hátulsó ajtócskán kijutunk az őrmester szobájába [...] s balra benyitunk a földszinti páholysor folyosójába, mellyen végig haladva ismét az előcsarnokban találjuk magunkat. Két mellék folyosó vezet innen a legfelső karzat csigalépcsőiéhez, s a padláson levő ruhatárhoz és festőteremhez”. A bal felőli lépcsőn a drámabíráló választmány szobájához jutni, ahonnan kijárás van a színház üveges elő-tornácára. A túlsó oldalon a közönség egyetlen kijárása, ami miatt nagy a tömeg és a torlódás az előadások után, mivel a másik kijárati folyosót a cukrász bérelte ki. Külön épületekben helyet kaptak még a színházi pénztár, iroda, az igazgatói szoba, könyvtár, próbaterem, és légszeszfőző helyiségei.
Nagy problémát jelentett, hogy a színháznak nem voltak megfelelő kiszolgálóhelyiségei, ezért 1869-ben – a Duna-parti telkek árából befolyt összegből – megvásárolták a Rákóczi út és Múzeum körút sarkán a szomszédos, úgynevezett Westermayer-féle saroktelket egy düledező, ócska egyemeletes házzal. Ide, a régi Grassalkovich-magtárból átalakított melléképületbe helyezték át a festőműhelyt és a raktárak egy részét. A színházzal fa-folyosóval volt összekötve. Az épületben két alkalommal is, előbb 1871-ben, majd 1872-ben tűz keletkezett és elrendelték lebontását. Az átalakított magtár a benne tartott rengeteg díszlettel együtt teljesen leégett, de gróf Széchenyi Ödön tűzoltóinak mégis sikerült ember feletti munkával a színházat megmenteniük. A mentésben részt vett a színház valamennyi tagja a legkisebbtől a legnagyobbig, például Benza Ida is szivattyúzta az egyik vízipuskát. Ezt az alkalmat használták fel és ismét napirendre tűzzék az eddigre menthetetlenül elavult színházépület átépítését is.

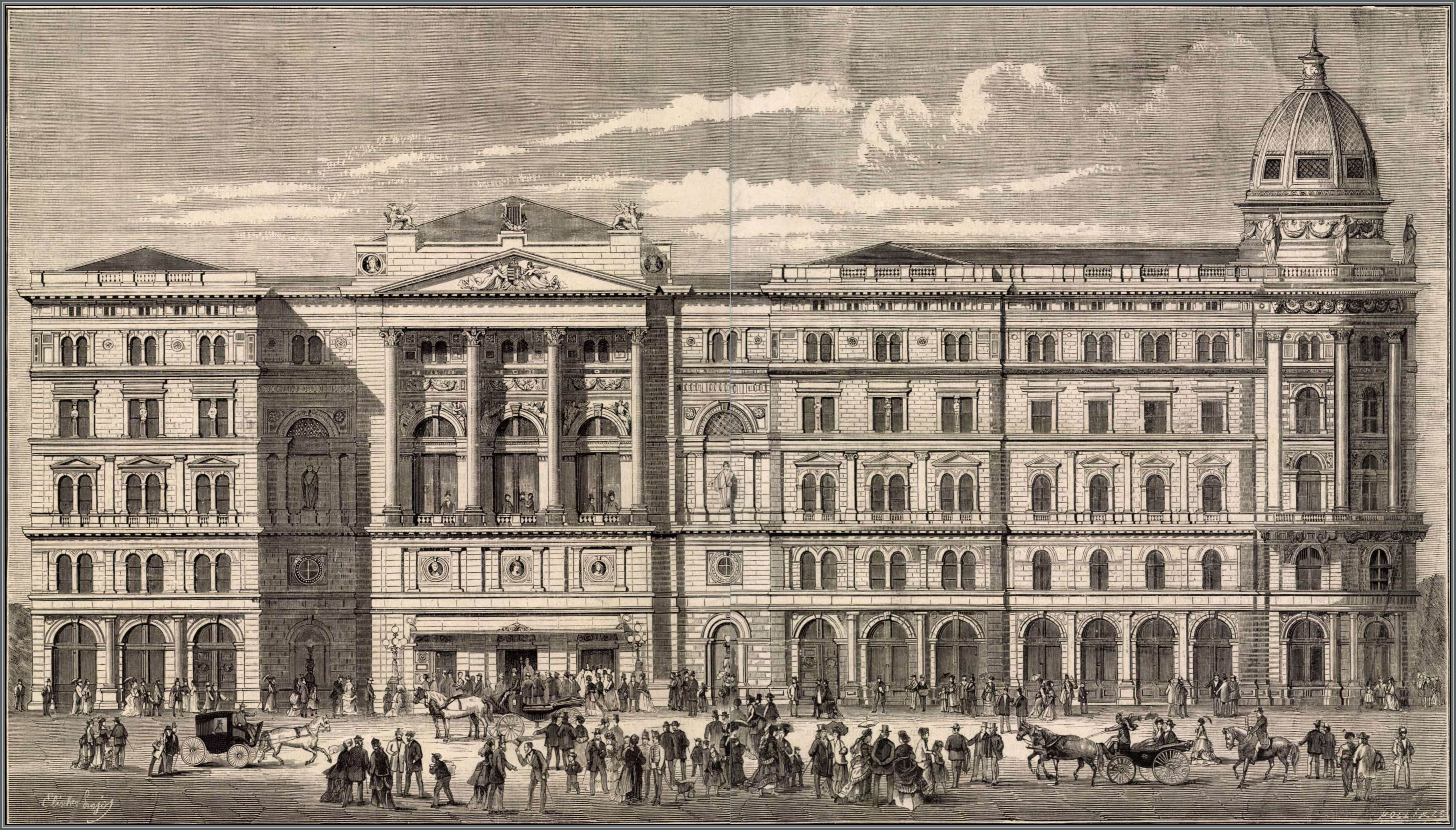
A nemzeti színház új palotája 1875-ben, Elischer Lajos és Pollák Zsigmond metszetén

Az első tervezetet a nagyszabású átalakításhoz 1873. szeptember 15-én nyújtották be a hatóságnál s a közmunkatanácsnál, de azt több megjegyzés érte, így új terv készíttetett, melyben főképp a lakrészek voltak előnyösebben beosztva. Erre 1874. február 28-án az építési engedély ki is adatott. Ezen terv szerint a fennálló színház a kezelési épületekkel együtt 1109 négyszögölet foglalt el; ebből a színház és a kezelési épülete 420 négyszögöl, az udvara 187 négyszögöl, a homlokzata és a bérháza pedig 502 négyszögöl. A kőmíves és kőfaragó munkákra 8 vállalkozó jelentkezett, akik közül áprilisban Wagner János építőmester ajánlatát fogadták el. Hamarosan meg is kezdődtek az ásási munkák a volt magtárnál, azonban kiderült, hogy a kedvezőtlen talajviszonyok miatt az alapot 5 lábbal mélyebbre kell ásni, a falakat pedig betonozni. A színházi szünidő (augusztus) beálltáig május 20-ával hozzáfogtak a területen állt régi bérház lebontásához. A vasmunkákat Manaberg és Steiner, az ácsmunkákat Strohofer végezte. Augusztustól megkettőzött ütemben haladtak, így a bérház Pannónia felé eső része novemberre tető alá került, amit télre ideiglenes ruhatárnak használtak, míg a bolthajtások és a pincék megépítése következő évre maradtak. A bérház költségvetése és megépíttetése nagy politikai vihart kavart. Az új palota néhány ékítmény elhelyezése, és szobor fölállítása kivételével 1875 augusztus végén, gyakorlatilag a Népszínházzal együtt elkészült.

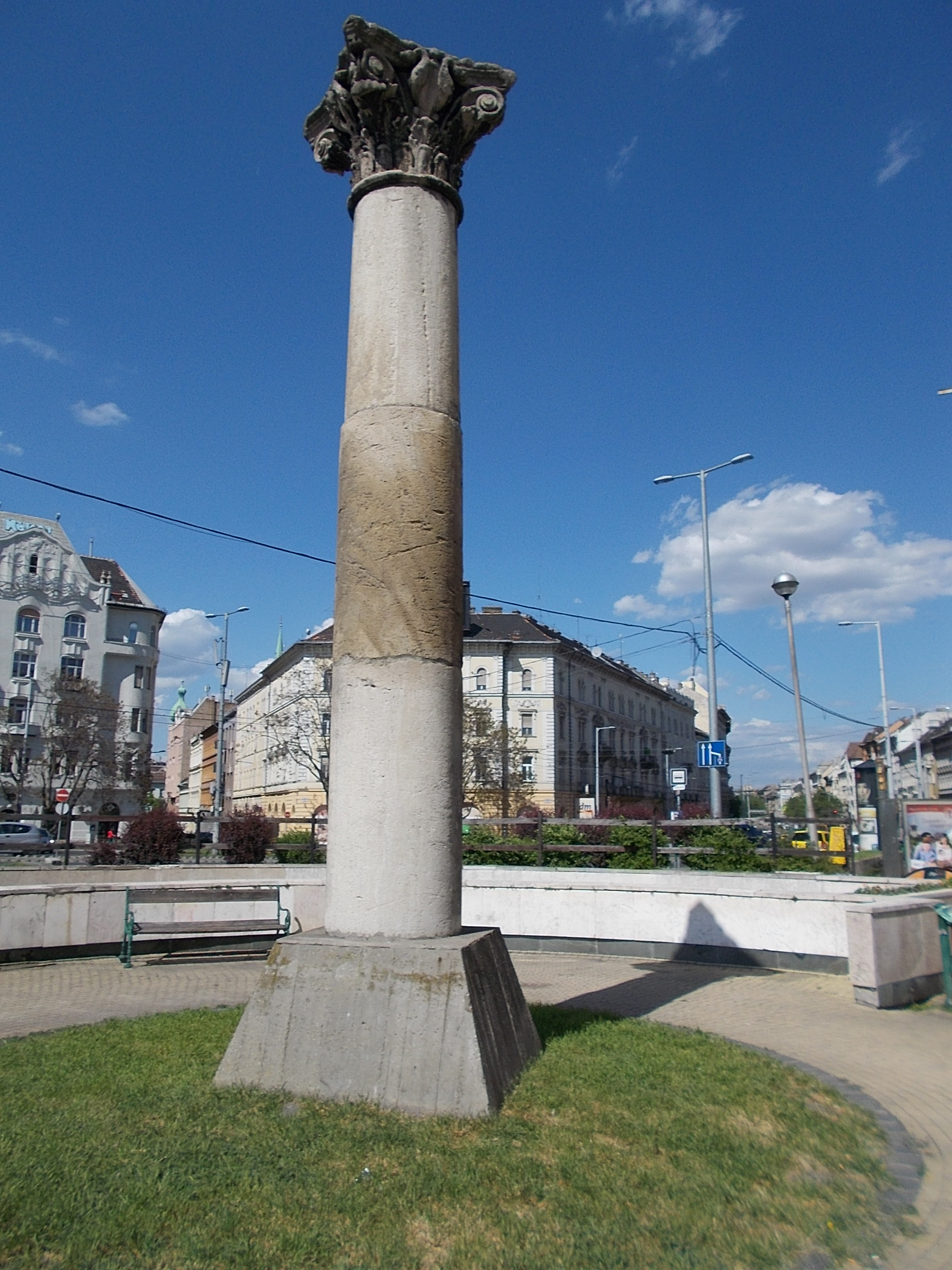
A régi Nemzeti Színház egyik oszlopa a Boráros téren

1874–1875-ben a színházépület homlokzatát is Wagner építész alakította át és építette egybe a sarokházzal Szkalnitzky Antal műépítész tervei nyomán. Utóbbiban főként bérlakások és üzlethelyiségek voltak, melyek bevétele a színházat gazdagította (de a lakások egy részét a színház tagjai számára tartották fenn). Ott működött a társulat Színi Tanodája is. Földszintjén alakították ki a díszletműhelyt, emeletén a jelmeztárat, míg a pincébe a két épületet — a színházat és a bérházat — ellátó kazánház került. A színházra egy további emeletet is építtetett. A bérház az utca mentén négy emeletes volt. Ezzel egyenlő magasságban építették meg a színház új homlokzatát is. A Kerepesi (később Rákóczi) és Országút (később Múzeum körút) sarkán kigömbölyített épületrészre magas kupola került. A színházi épületet előépítéssel kijjebb „hozták”, amivel a Nemzeti Színház „kilépett” a Kerepesi útra és egy vonalba került a többi bérházzal, és kellő kapcsolatba a két szárnyépülettel úgy, hogy 2,5 öllel az utca vonalán belül állt, kialakítva egy kis előtért. Az épület kialakítása egyben így a Kerepesi útra néző homlokzat fő tagozatát képezte, e mellett a helyiségek bővítésére is szolgált. Ezzel a látványossággal azonban a korábbi alapvető bajokon, az épület korszerűségén továbbra sem változtatott, sőt, mint a későbbi bontáskor kiderült szinte teljesen ép voltában meg lehetett találni a színház az 1837-iki Zitterbarth-féle épület szerkezetével azonos első alakját és szerkezetét a nézőtérrel, a színpaddal és a régi falakkal egyetemben.
A színház homlokzata a földszinten egy tágas s magas előcsarnokhoz vezető három kapu volt, fölötte egy nyílt oszlopcsarnokkal, mely a második és harmadik emelet magasságát foglalta el, majd a negyedik emeleten egy háromszögű, felül jelvényekkel díszített csúcsos homlokzat állt. Belül földszinten az előcsarnokhoz és a karzathoz vezető két kényelmes lépcső volt. Az új és a színház korábbi előcsarnoka fölé társalgó termet helyeztek el, ami fölött a festő terem kapott helyet. A karzatokhoz piszoárokat építettek, és az öltöző helyiségek nagyobbak lettek, illetve a számukat is növelték. A többi belső rész érintetlen maradt. A Pannónia melletti szárny épület földszintjén egy bolt helyiség, udvara felől a nappali pénztár volt, az emeleteken a könyvtár és lakhelyiségek. Az Országút felé eső háznak a vegytani intézet telke melletti részébe a földszintet és első emeletet elfoglaló díszletterem állt, amit a lakóépülettől tűzmentesen választottak el. E fölött a második emeleten a ruhatár, a harmadik emeleten a rendező lakása volt. Az épület többi részeiben magánlakásoknak voltak. Az udvari páholyhoz az Országút felőli főbejáraton lehetett eljutni.
1881-ben a leégett bécsi Ring színház tragédiájával ismét nagyító alá vették. Ellenőrizték a tűzbiztonságot, ami miatt közel kétszáz ülőhelyet távolítottak el – miáltal jelentősen csökkent a bevétel, – illetve a színpad és a nézőtér közé úgynevezett vaslemez függönyt kellett felszerelni . 1882-ben a Zipernowsky Károly tervei szerint készült el a Nemzeti Színház villanyvilágítása körülbelül ezer darab, 20 gyertya fényességű izzólámpával, az áramfejlesztőket ekkor még gőzgépek hajtották. Podmaniczky Frigyes intendáns 1882. március 8-i köszönőlevelében úgy írt, hogy a „gépek és lámpák minden tekintetben megfelelnek az igényeknek”. Ez a Ganz és társa vállalat által biztosított, 1882-ben még a nézőtéren alkalmazott világosítás azonban a sajtóvisszhangban nem hozott osztatlan sikert. 1883-ban a teljes bevilágításhoz szükséges gépek elhelyezésére a színház hátsó oldalán lévő telken földalatti gépházat építettek. Ez után szerelték fel az 1000 Swan-féle lámpát, amivel a nézőteret, színpadot és egyéb mellékhelyiségeket világítottak meg. A júliusi záró előadáson, a Philémon és Baucis dalmű alatt próbát tettek az elektromos világítással, de a fény teljesen vörösnek bizonyult, mire aztán az 1. felvonás végén visszatértek a légszeszhez. Az európai színházak közül is másodikként alkalmazott színpadi villanyvilágítást 1883-ban Madách Az ember tragédiája című drámájánál – de valószínűleg csak kiegészítő világításként egyszerű formában, ahogyan az a szeptember 21-én tartott bemutató kritikáiból is kitűnik. Az 1890-es években aztán a Zipernowsky-Déri Miksa-Bláthy Ottó Titusz által megvalósított transzformátor volt, aminek segítségével megoldották a villamos áram nagy távolságra történő gazdaságos, jó hatásfokú szállítását és elosztását, sikeres gyakorlati alkalmazásának oly látványos eredményei voltak, mint Bécs kivilágítása, vagy a pesti Nemzeti Színház teljes ellátása villamos fényforrásokkal. Ez volt a világon a harmadik elektromosan világított színház, ahol már váltóáramot használtak.

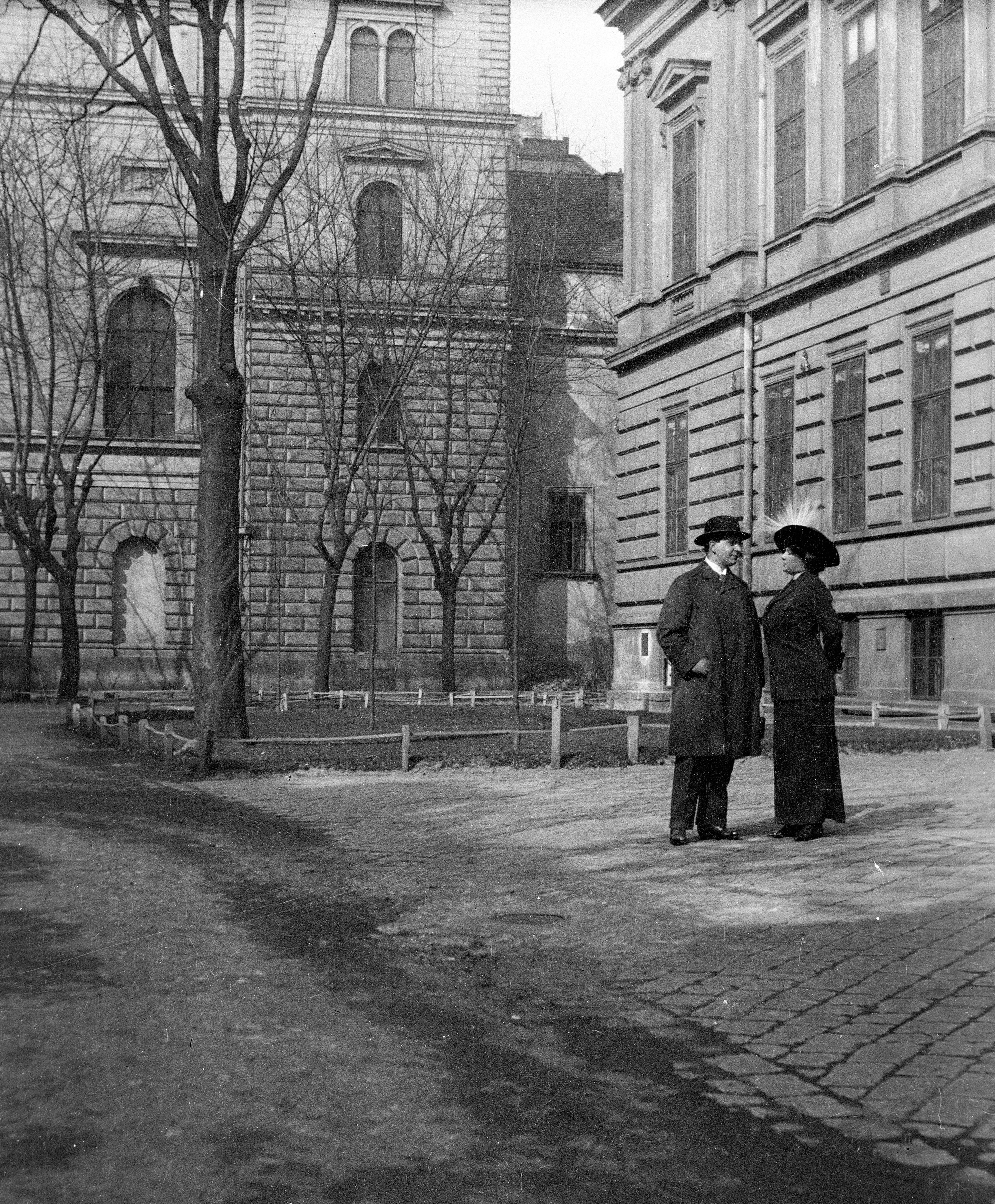
Balra a Nemzeti Színház hátsó frontja a Trefort kertből, a kép előtérében Kürthy György és Vízváry Mariska színművészek 1908-ban

Az 1800-as évek legvégén újra előkerült egy új nemzeti színház felépítése és a telek jogi helyzetének tisztázása, amelyen az színház felépült. Ezt nehezítette a korszakban fontos úgymond „nemzetiségi kérdés” mellett a Nemzeti Színház és az Operaház, illetve a kolozsvári Nemzeti Színház helyzete. 1895-ben a belügyminisztérium vizsgálta meg a vagyonjogi viszonyokat, miután a közalapítványi királyi ügyigazgatóság felszólította a néhai Grassalkovich herceg jogutódait, akik az áthelyezés ügyébe való beleszólásra jogot tartottak, hogy nyilatkozatukat november 15-éig nyújtsák be, mert e határidő elmulasztását az említett jogról való lemondásnak tekintik. A törvényes jelentkezési időben kárpótlás iránti igényt jelentettek be rendelkezési joguk megváltásának címén gróf Breznay Pál hivatalnok és testvérei: Árpád gróf és Alexandra grófnő, akik mind az adományozónak, egyenes leszármazói (apjuk, gróf Beleznay Sámuel generális felesége Grassalkovich Zsuzsanna, a herceg húga volt), és a fáji Fáyak, mint egyik oldalág leszármazói, összesen 50 000 forintra.
A tűzvizsgáló bizottság már 1904-ben megtagadta a játszási engedélyt, azonban a belügyminisztérium, ahova a tilalom fellebbezés céljából került, hatályon kívül helyezte azt. 1908-ban a kultuszminisztérium vette át a szubvencionált színházak vezetését. Ekkor azonban már a belügyminisztérium nem akarta vállalni a felelősséget és megtagadta az engedélyt, amit pedig korábban önmagának megadott. Így 1908 júniusában az előadásokat itt végleg betiltották – a társulatot ekkor átköltöztették és ezután több ideiglenes színházépületben játszott, amíg végül a Hevesi Sándor téri épületbe került. 1913. június 10-én megkötött szerződés alapján a színházépület és a bérház lebontását a Báthory és Klenovits cégnek 1913. szeptember 15-én kellett volna megkezdeni, de az üzletbérlők és néhány lakó kilakoltatása nehezen ment. Október elején kezdődött meg a munka. Az állam a lebontott anyagok közül fenntartotta tulajdonát a kupola körüli 4 és a színház homlokzatán álló 2 szoborra, a színházi homlokzaton levő 4 oszlopra, az utcán levő 2 darab vaskandeláberre és a Lendvay-szoborra, ami eredetileg az épület előtt, majd 1875 után a bontásig az udvarán a színpadi bejárásnál állt, aztán a bontást végző vég Orczy út 22. alatt lévő raktárának udvarán bedeszkázva feküdt, 1937-ben a Blaha Lujza téri Népszínház (ahol a társulat 1908-tól 1964-ig játszott), 1971-ben pedig a Budai Várnegyed városrészbe, az Országház utca 21. szám elé került.
Még 1913-ban elhatározták, hogy az „új Nemzeti Színházba” Nemzeti Színház múzeuma néven külön helyiséget terveznek, amelyben összegyűjtik, őrizni fogják és a közönség számára is elérhetővé teszik a Nemzeti Színház történetére vonatkozó okiratokat, a színház irattárának már akkor irodalomtörténeti értékű relikviáit, a színház elhunyt nagyjainak arcképeit, szobrait, kosztümjeit és a régi és újabb korból való nevezetesebb díszletterveket. Alapítója és ügyeinek intézője Pataki József volt. Ez a gyűjtemény az évek folyamán egyre bővült, hol egy hagyatékkal, hol filmmel, vagy épp festménnyel, de volt, hogy külön gyűjtést is szerveztek. A múzeum anyagának egy része: képek és rézkarcok, 1926-tól a Blaha Lujza téti épület büféjének, folyosóinak és igazgatósági irodáinak falain találtak elhelyezést, míg a többi anyagot a Csokonay utcai épület könyvtárszobájában és egy külön, erre a célra kiürített szobában, majd az EMKE-ház harmadik emeletének öt szobájában tárolták. 1937-ben a Nemzeti Színház százéves jubileuma alkalmával az egész anyagot az Országos Levéltárban helyezték el. A második világháborúban, Budapest ostroma során az épületét (ahol a német csapatok hadikórházat alakítottak ki) ért bombatalálatok következtében a teljes, 1837–1937 közötti időszakot átölelő gyűjtemény elpusztult.
A Grassalkovich-örökösök több pert is indítottak az állam ellen a bontást követően. Az elsőt, melyben az egész telek tulajdonjogára, valamint elmaradt haszon címén 3 472 000 korona összegre tartottak igényt, 1916-ban utasította el a kúria, majd 1922-ben a fellebbezési tanács. Az indokolás hangsúlyozta, hogy az örökösöknek joguk van ahhoz, hogy a rendelkezési jog megítélését kérjék, ami magában foglalja a tulajdonjogot, azonban ezt csak akkor tehetik, ha a kincstár véglegesen másként akarna rendelkezni a telekkel, mint ahogy az az örökhagyó intencióinak megfelel. Bár 1938-ban a Grassalkovich-család oldalági örökösei mozgalmat indítottak a Nemzeti Színház számára hagyományozott telek jogi helyzetének tisztázása céljából, mely során az örökösök többsége aláírt egy egyességi ajánlatot, közben tető alá került az 1938. VII. törvénycikk, mire özvegy Majthényiné Beleznay-Bohus grófnő saját örökrésze erejéig próbapert indított a kincstár ellen, amit két fellebbezés után 1940-ben a kúria ismét elutasított. 1941-ben végül megegyezés született, miután a négy leszármazott Beleznay gróf utód nélkül halt el, a telek negyedét tulajdonló örökös pedig belement az egyességbe, örökrészének megváltásával.

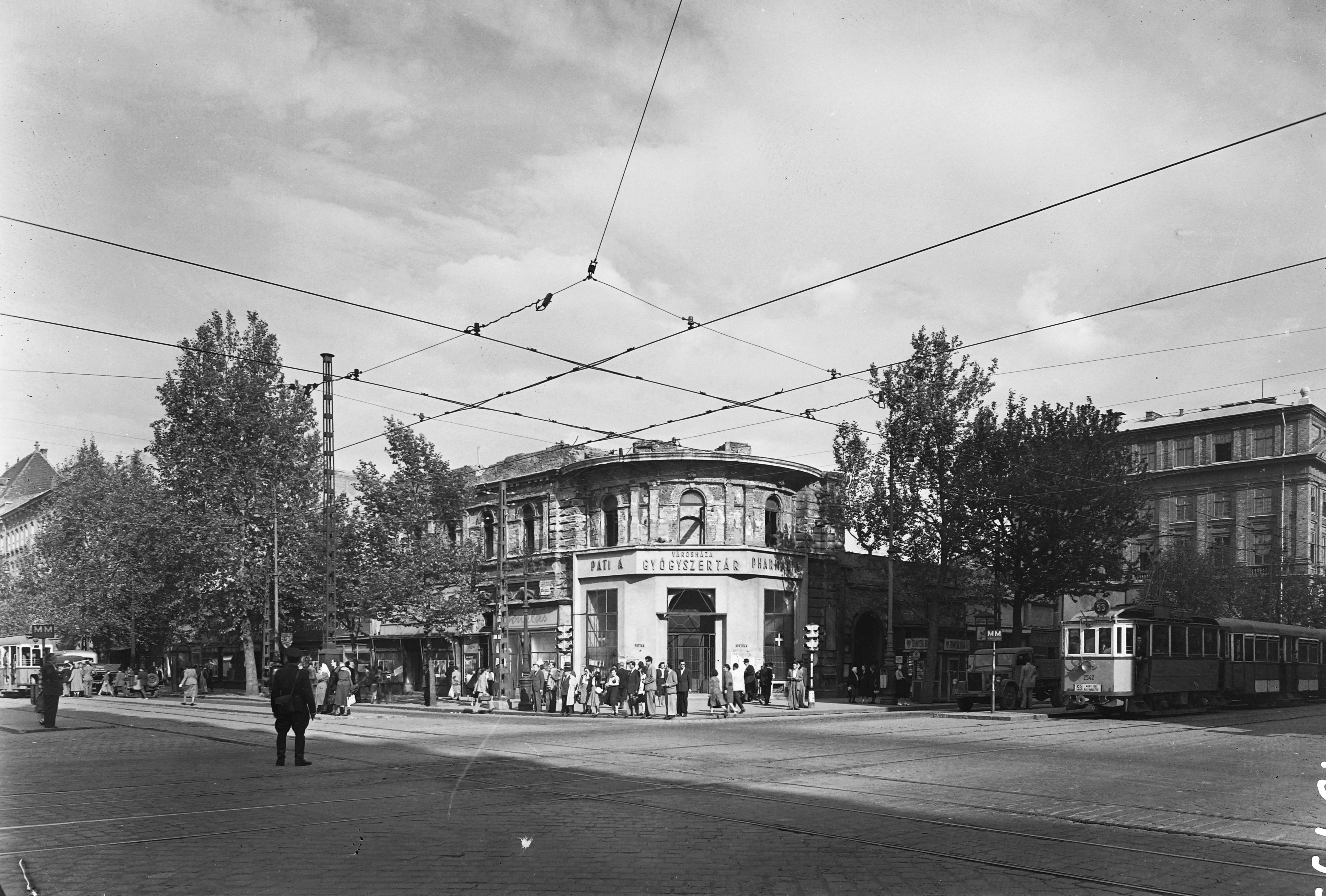
Az egykori bérház megmaradt földszinti üzletsora 1953-ban

A történelmi jelentőségű tömbnek 1913–1914-ben csak néhány részlete kerülte el a teljes megsemmisítést. A színház területét bokrokkal és fákkal ültették be, 1925-ben a parkot a Nemzeti Színház egykori híres művésznőjéről, Márkus Emíliáról nevezték el, aki kezdeményezésére ideiglenesen szabadtéri mozgókép-színházat alakítottak ki, a nyitott fedelű Márkuspark Színpadot (ahol nyaranta a fővárosi színészek színe-java fellépett és egy időben szabadtéri filmszínház is működött). A lebontott régi Nemzeti Színház egyik oszlopfője is itt volt, amit 1960-ban a Múzeum körút elejére, az egyetem oldalához helyeztek el egy táblával (szövege: „Itt állott a nemzet áldozatkészségéből emelt és 1837. augusztus 22-én megnyílt Nemzeti Színház. Az 1908-ban bezárt és később lebontott épület megmaradt oszlopa hirdesse az alapítók és az úttörő színészek emlékét.” volt), innen 1964-ben, az aluljáró felépítésekor vitték el, kettő pedig 1983-ban Varga Imre elképzelése nyomán került a Kiscelli Múzeumból a Boráros térre (a talapzaton a felirat: „A Nemzeti Színház oszlopai 1910-ből”, illetve az egyik tetején egy állatfejes aranyos edény van: a híres „nagyszentmiklósi aranykincs” egyik darabja a bikafejes ivócsanak).

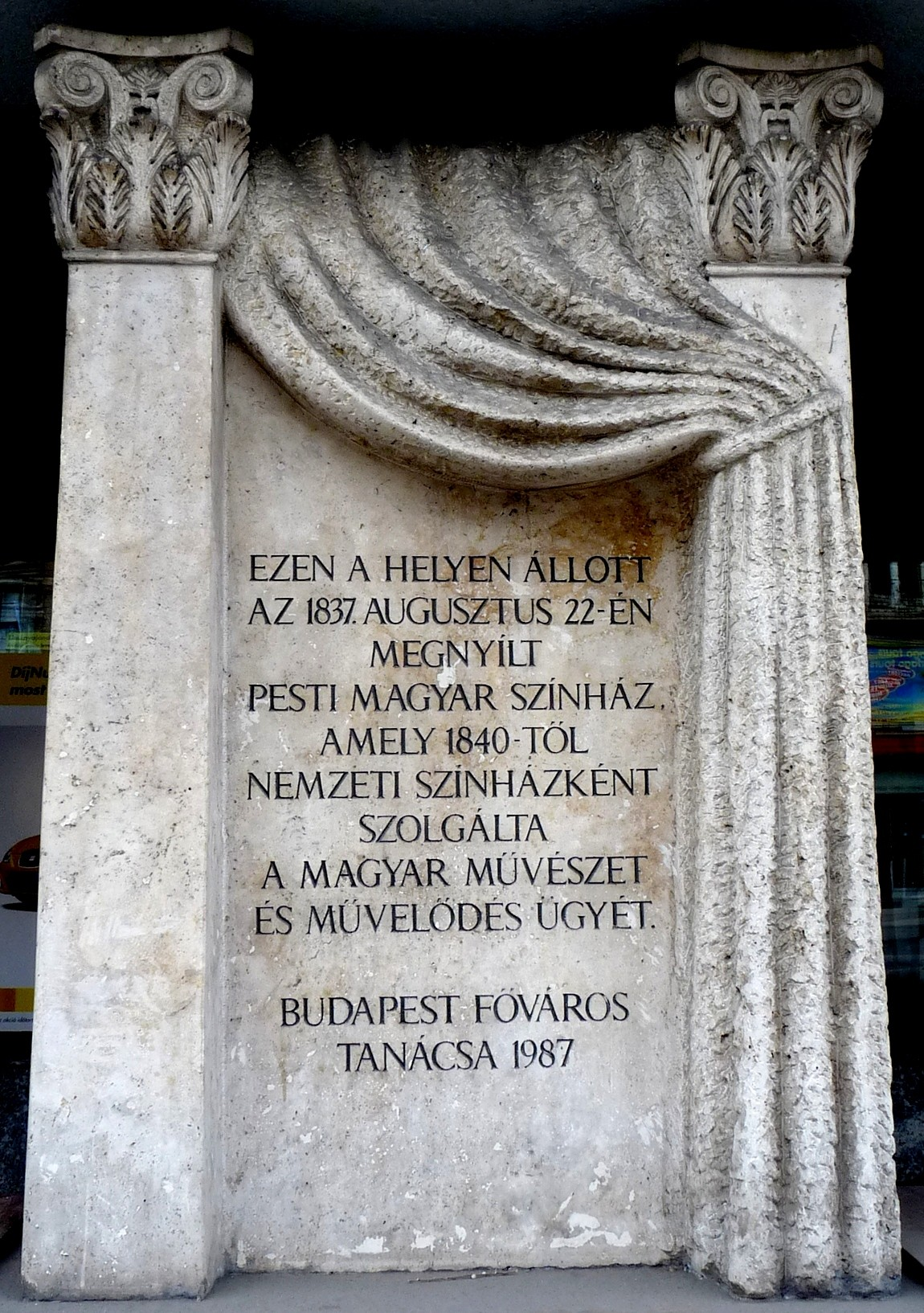
Horváth János emlékplasztikája a Rákóczi úton

Bár számos pályázat (az első 1913-ban) és terv volt, hogy itt épüljön Nemzeti Színház, ez végül pénzhiány, a világháborúk, illetve a nagy gazdasági világválság miatt sosem történt meg. Az egykori bérház földszinti üzletsora még négy évtizedig megmaradt, és a második világháborúig divatház, cukrászda, mozi, hadigarázs és gyógyszertár is működött benne. 1954-ben bontották el.
A foghíj az 1950-es évektől az M2-es metróvonal építési területként, 1973-tól parkolóként szolgált, valamint az 1980-as években egy időre egy kisebb bódévárosnak (zsűrizett pavilonoknak) is helyet adott. 1953–1963 között, az ország egyre rosszabb gazdasági helyzete miatt a metróépítkezés leállt és csak állagmegóvást, kisebb munkákat végeztek. 1960-ban építettek itt egy rövidebb kísérleti alagútszakaszt annak kiderítésére, hogy elhagyható-e az addigi keszonos, vagyis túlnyomásos módszer, ami helyett kémiai eljárással szilárdították volna meg a talajt. A kísérlet nem sikerült, sőt olyan homok- és vízbetörés történt, hogy attól tartottak, hogy a Szent Rókus Kórház beszakad az alagútba. Nem csoda, ez terület nem volt éppen ideális az alagútépítésre, hiszen a 18. században a folyam szabályozása előtt még nagyjából a Nagykörút nyomvonalának mentén egy félig-meddig elmocsarasodott Duna-ág folyt. 1963-ban újra megindult a földalatti gyorsvasút vonal folyamatos építése és a Kossuth Lajos utca, Rákóczi út—Kiskörút keresztezésében megépült a főváros első belterületi, csarnokos aluljárója, az Astoria-aluljáró, ami a metró kijárata is lett egyben.
Az 1370 négyzetméter nagyságú volt színház-bérház üres területét az 1960-as években is még a szomszédos Eötvös Loránd Tudományegyetem bővítésére, majd egy toronyszálló, illetve az 1970-es években az MTESZ új székházának, 1977-ben pedig nagyáruház építésére szánták. 1989-ben, a Kelet–Nyugat Kereskedelmi Központ (East-West Business Center) alapozásakor újra előbukkantak a föld alatt sértetlenül hagyott alapok, azonban a pince falait csak egy rövid időre ásták ki. Zalaváry Lajos egy 1990-es cikke szerint, a pincetömb kiemelési munkái alatt a lebontott létesítményből csak a színpad hátsó fala volt fellelhető (az ELTE telkén).
A színház emlékét régi helyén Horváth János szobrászművész A régi Nemzeti Színház emlékére megnevezésű, 1987-ben felavatott 250 centiméteres mészkő emlékplasztikája őrzi. Amikor 1991-ben az üzletközpont felépült, az eredetileg a Múzeum körút sarkán álló, 150. évfordulóra elkészített emléktáblát a régi Nemzeti Színház főbejáratának közelében, a Rákóczi úton állították ismét fel.